# 埃弗特·埃洛兰塔
弗兰斯·埃弗特·埃洛兰塔（芬蘭語：Frans Evert Eloranta；1879年10月10日—1936年），芬兰政治家，1908-1918年为芬兰社会民主党议员；芬兰内战期间，埃洛兰塔曾担任芬兰社会主义工人共和国的农业部长。1918年3月，他作为与埃诺·拉赫亚和阿道夫·泰米组成芬兰赤卫队“三巨头”中的一员，其当选为赤卫队总司令；战后，埃洛兰塔逃往苏维埃俄国，随后1936年在那里去世。

## 生平
埃洛兰塔出生于萨塔昆塔地区的哈尔亚瓦尔塔，是贫穷佃农约翰·埃兰·埃兰松（1852年生）和埃娃·克里斯蒂娜·弗兰斯多特（1854年生）的儿子。他们一家住过几个地方，最后于1894年定居在芬兰本土区的米奈邁基。埃洛兰塔从很小的时候就开始工作，且只上过一年的学校。而他做过农场工人、建筑工人、石匠和伐木工人。埃洛兰塔在卡尔亚拉市镇也有一个自己的庄稼地，而他在那里加入了当地的工人协会和芬兰社会民主党。
洛兰塔很快就开始担任演讲者和党地区秘书；1908年的大选中，他从芬兰本土选区当选为芬兰议会议员。在俄国统治下的芬兰大公国时期，其议会经常被解散，埃洛兰塔在1908年至1917年期间曾六次当选议员。
1918年1月芬兰内战爆发时，埃洛兰塔是芬兰社会民主党秘书团的一员；内战爆发后他被选入芬兰人民代表团，即红色芬兰的政府机构，并成为“农业代表”。3月20日，埃罗·哈帕莱宁被解去芬兰赤卫队总司令一职，由埃罗兰塔、阿道夫·泰米和埃诺·拉赫亚三人组取代。然而他们担任这个职务不到两个星期。坦佩雷战役失败后，芬兰红色政府与赤卫队从首都赫尔辛基逃到芬兰东部的维堡。三人组被库勒沃·曼纳取代，他被赋予了独裁的权力。
4月底的维堡战役结束后，大多数芬兰红军领袖流亡苏俄；埃洛兰塔很快如同许多流亡芬兰红军一样加入了流亡的芬兰共产党；其后，他进入彼得堡红色军官学校，其后参加了俄国内战。1921-1922年，埃洛兰塔在彼得罗扎沃茨克担任图书管理员。后来，他作为战斗无神论者同盟的发言人在全国各地旅行；20世纪30年代他在列宁格勒当木匠。埃洛兰特在1929年被授予苏联公民身份。他的最后几年生平不为人知，但据说埃洛兰塔1936年死在苏联。